# Nåstejaureh (Arjeplogs socken, Lappland)
Nåstejaureh är en sjö i Arjeplogs kommun i Lappland och ingår i Skellefteälvens huvudavrinningsområde. Sjön har en area på 0,262 kvadratkilometer och ligger 842,1 meter över havet.

## Delavrinningsområde
Nåstejaureh ingår i det delavrinningsområde (740681-153572) som SMHI kallar för Inloppet i Njuongerjaure. Medelhöjden är 979 meter över havet och ytan är 42,03 kvadratkilometer. Det finns inga avrinningsområden uppströms utan avrinningsområdet är högsta punkten. Riebnesströmmen som avvattnar avrinningsområdet har biflödesordning 2, vilket innebär att vattnet flödar genom totalt 2 vattendrag innan det når havet efter 372 kilometer. Avrinningsområdet består mestadels av kalfjäll (94 procent). Avrinningsområdet har 2,33 kvadratkilometer vattenytor vilket ger det en sjöprocent på 5,5 procent.